# ガストン・ペレイロ
ガストン・ロドリゴ・ペレイロ・ロペス（Gastón Rodrigo Pereiro López, 1995年6月11日 - ）は、ウルグアイ・モンテビデオ出身のサッカー選手。SSCバーリ所属。元ウルグアイ代表。ポジションはミッドフィールダー。

## 来歴

### クラブ
2013年、ナシオナルでプロデビューを果たし、2015年、オランダのPSVアイントホーフェンに移籍した。
2020年1月31日、カリアリ・カルチョへ完全移籍することが発表され、2024年6月30日までの契約を結んだ。
2024年10月14日、ジェノアCFCに移籍した。
2025年2月1日、SSCバーリに1年半契約で移籍した。

### 代表
U-20ウルグアイ代表として2015年、南米ユース選手権に出場し、5得点を記録、2015 FIFA U-20ワールドカップにも出場した。

## タイトル
ナシオナル
- プリメーラ・ディビシオン 2014-15

PSVアイントホーフェン
- エールディヴィジ 2015-16, 2017-18
- ヨハン・クライフ・スハール 2015